# Saint-Christophe-Vallon
Saint-Christophe-Vallon is een gemeente in het Franse departement Aveyron (regio Occitanie). De plaats maakt deel uit van het arrondissement Rodez. Saint-Christophe-Vallon telde op 1 januari 2022 1.181 inwoners.

## Geografie
De oppervlakte van Saint-Christophe-Vallon bedroeg op 1 januari 2022 23,22 vierkante kilometer; de bevolkingsdichtheid was toen 50,9 inwoners per km².
De onderstaande kaart toont de ligging van Saint-Christophe-Vallon met de belangrijkste infrastructuur en aangrenzende gemeenten.

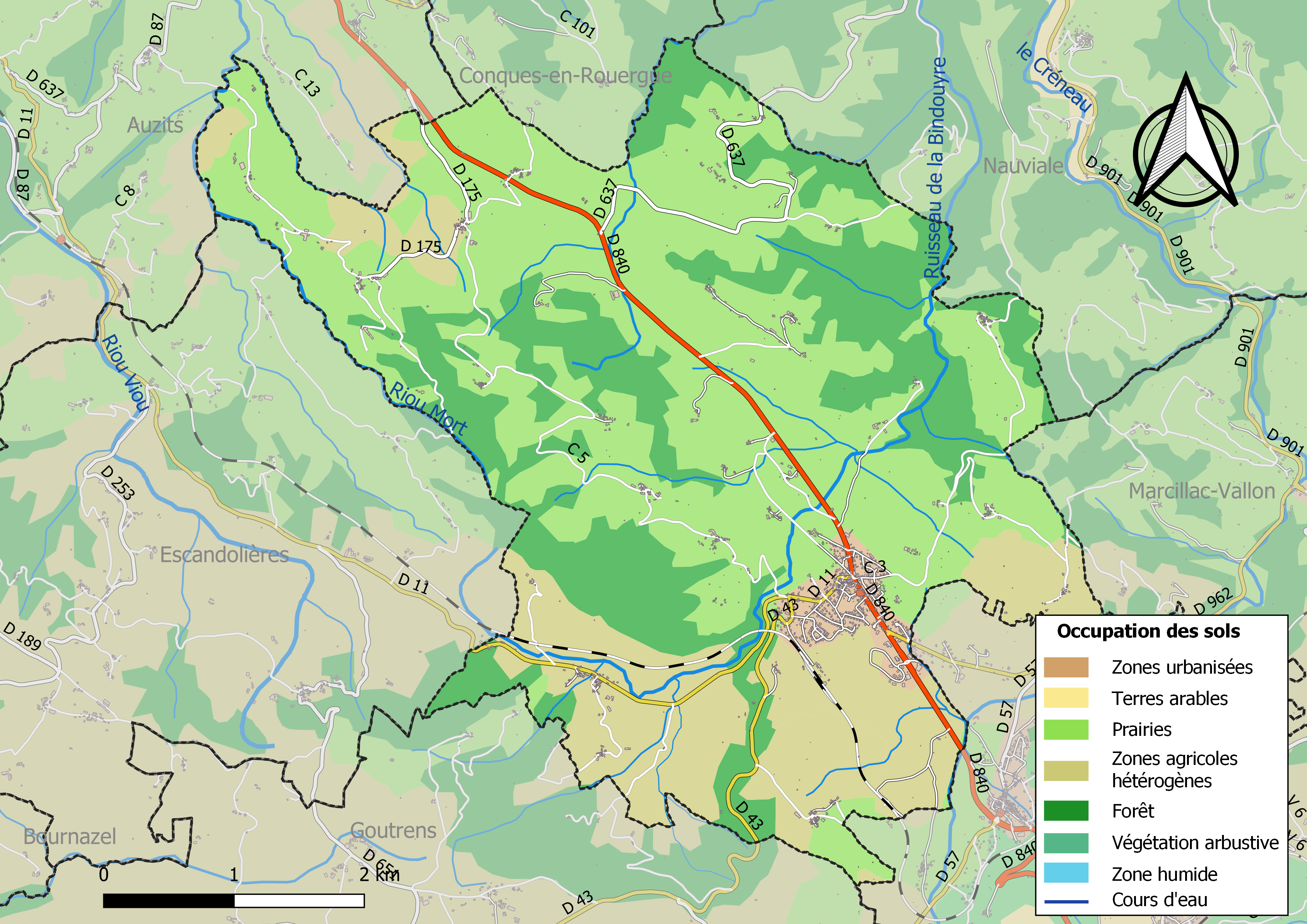

## Verkeer
In de gemeente ligt het spoorwegstation Saint-Christophe.

## Demografie
Onderstaande figuur toont het verloop van het inwonertal (bron: INSEE-tellingen).

Vanwege een beveiligingsprobleem met de MediaWiki Graph-software is het momenteel niet mogelijk deze grafiek weer te geven. Zodra de software is bijgewerkt zal de grafiek vanzelf weer zichtbaar worden.